# Veloporphyrellus
Veloporphyrellus is een geslacht van schimmels behorend tot de familie Boletaceae. De typesoort is Veloporphyrellus pantoleucus.

## Soorten
Het geslacht bevat volgens de Index Fungorum de volgende negen soorten (peildatum december 2021):
| Soortnaam                      | Auteur(s)                                                 | Publicatiejaar |
| ------------------------------ | --------------------------------------------------------- | -------------- |
| Veloporphyrellus africanus     | Watling                                                   | 1993           |
| Veloporphyrellus alpinus       | Y.C. Li & Zhu L. Yang                                     | 2014           |
| Veloporphyrellus conicus       | (Ravenel) B. Ortiz, Y.C. Li & Zhu L. Yang                 | 2014           |
| Veloporphyrellus gracilioides  | Y.C. Li & Zhu L. Yang                                     | 2016           |
| Veloporphyrellus latisporus    | J. Khan & S. Ullah                                        | 2021           |
| Veloporphyrellus pantoleucus   | L.D. Gómez & Singer                                       | 1984           |
| Veloporphyrellus pseudovelatus | Y.C. Li & Zhu L. Yang                                     | 2014           |
| Veloporphyrellus velatus       | (Rostr.) Y.C. Li & Zhu L. Yang                            | 2014           |
| Veloporphyrellus vulpinus      | T.H.G. Pham, O.V. Morozova, A.V. Alexandrova & E.S. Popov | 2019           |